# Duitse Rijksdagverkiezingen 1874
De tweede Rijksdagverkiezingen die in Duitsland plaatsvonden, werden op 10 januari 1874 gehouden en resulteerden (opnieuw) in een overwinning voor de Nationaal-Liberale Partij (Nationalliberale Partei) en de Centrumpartij (Zentrumspartei). De NLP en het Zentrum wonnen respectievelijk 155 en 91 zetels. De conservatieve partijen leden verliezen. De sociaaldemocratische partijen die bij de rijksdagverkiezingen van 1871 maar twee zetels wisten te veroveren, zagen hun zetelaantal met zeven toenemen.
Bij de rijksdagverkiezingen van 1874 mochten voor het eerst (rijke) inwoners van Elzas-Lotharingen stemmen. De regionale partij van Elzas-Lotharingen verwierf 3,6% van de stemmen, goed voor 15 zetels.

## Uitslag
| Partij | zetels    |
| --- | --------- |
| Nationaal-Liberale Partij (Nationalliberale Partei)                                                                                                | 155 (+30) |
| Centrumpartij (Zentrumspartei) | 91 (+30)  |
| Duitse Vooruitgangspartij (Deutsche Fortschrittspartei)                                                                                            | 49 (+3)   |
| Duitse Rijkspartij (Deutsche Reichspartei) | 33 (-4)   |
| Conservatieve Partij (Konservative Partei) | 2 (-35)   |
| Lijst Elzas-Lotharingen (Liste Elsaß-Lothringen)                                                                                                   | 15 (+15)  |
| Poolse Lijst (Polnische Liste) | 15 (+2)   |
| Algemene Duitse Arbeidersvereniging/Sociaaldemocratische Arbeiderspartij (Allgemeiner Deutscher Arbeiterverein/Sozialdemokratische Arbeiterpartei) | 9 (+7)    |
| Duits-Hannoveriaanse Partij (Deutsch-Hannoversche Partei)                                                                                          | 4 (-5)    |
| Liberale Rijkspartij (Liberale Reichspartei) | 3 (-27)   |
| Duitse Volkspartij (Deutsche Volkspartei) | 1 (-)     |
| Deense Lijst (Dänische Liste) | 1 (-)     |
| Bron: www.dhm.de |           |
| Totaal | 398       |